# Jelle de Vries

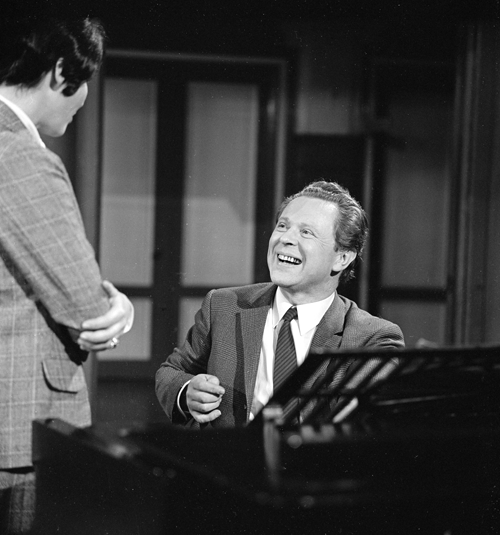
Jelle de Vries in Mies en scène

Jelle Pieter Dedde de Vries (Haarlem, 31 januari 1921 - Harderwijk, 11 juli 1999) was een Nederlands zanger, cabaretier en tekstschrijver. Hij werd vooral bekend door het schrijven van de televisieserie Klatergoud, een komedieserie over een kleine platenmaatschappij.
Zijn werk werd onder meer vertolkt door:
- Accordeola - Vergeet het maar rustig
- Accordeola - Toen dat regenbuitje kwam
- Martine Bijl - Chinees minnelied
- Corry Brokken - Voorgoed voorbij
- Henk Elsink - Mevrouw, uw dochter
- Georgette Hagedoorn - De geschiedenis van een piano
- Wim Sonneveld - Liedje met bloemen
- Conny Stuart - Mannen te koop

Zelf maakte Jelle de Vries in de jaren vijftig twee grammofoonplaten:
- Mannetjes & vrouwtjes - Philips 33 rpm (25cm-elpee)
- De griet/Het vers van de pers - Dureco 45 rpm

Van 1960 tot zijn aan zijn pensioen in 1986 verzorgde hij op de radio het programma Tekst en Muziek, met een afwisseling van muziek en gesproken of gezongen teksten en gedichten van bekende schrijvers als Paul van Ostaijen, Ida Gerhardt en Willem Elsschot. Eind jaren negentig verschenen er bij de VARA twee bundels met 4 CD's met teksten en muziek van Jelle de Vries zelf en met teksten van anderen die door hem voor het radioprogramma op muziek zijn gezet.